# ديرك (شركة)

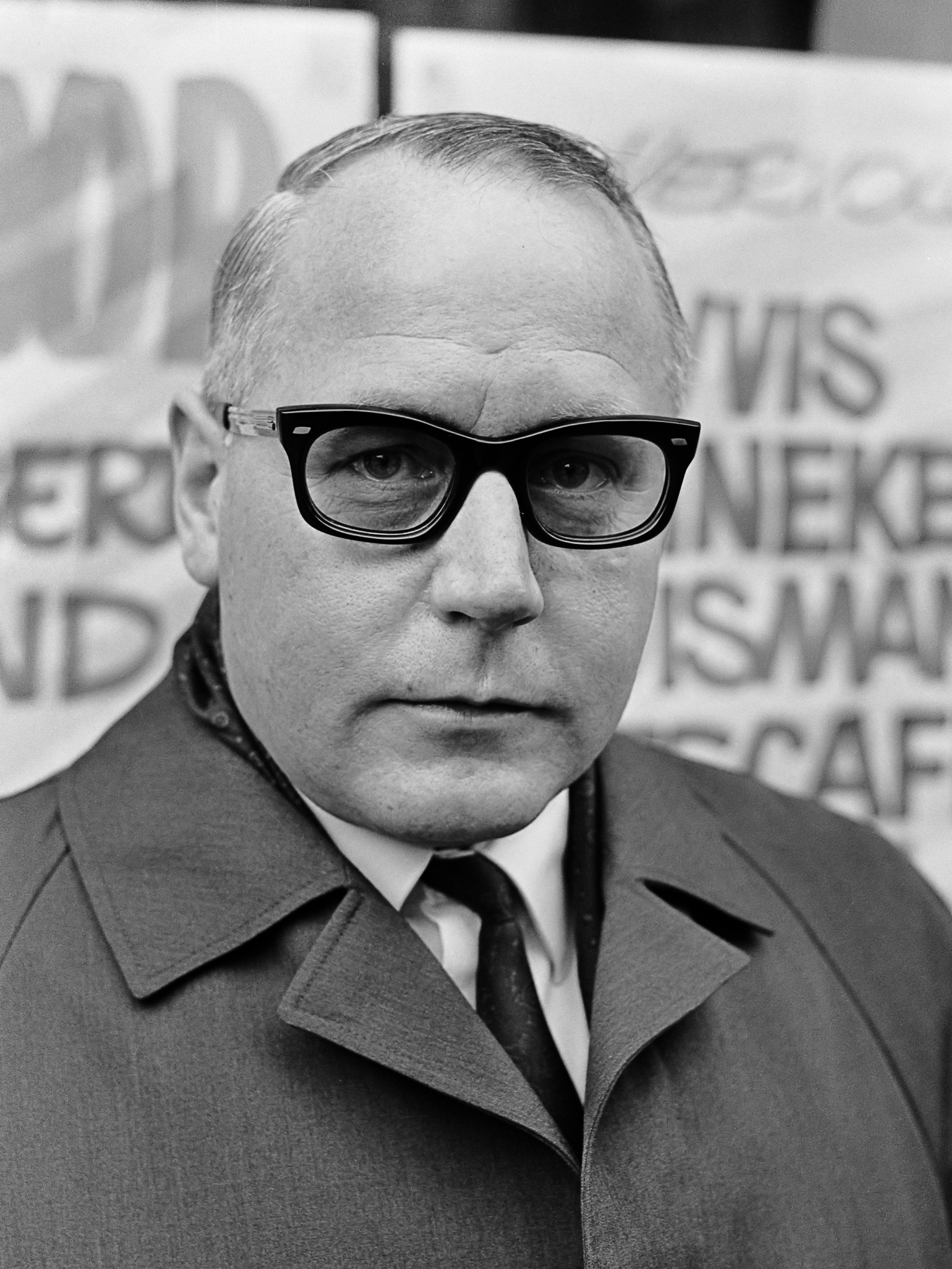
صورة لمؤسس الشركة

ديرك هي شركة هولندية متخصصة في السوبرماركت.